# Jardins de Moragas
Els Jardins de Moragas estan situats a l'interior d'illa dels carrers de Tavern (davant del de Calaf), Rector Ubach, Aribau i Madrazo, al barri de Sant Gervasi-Galvany de Barcelona.

## Història

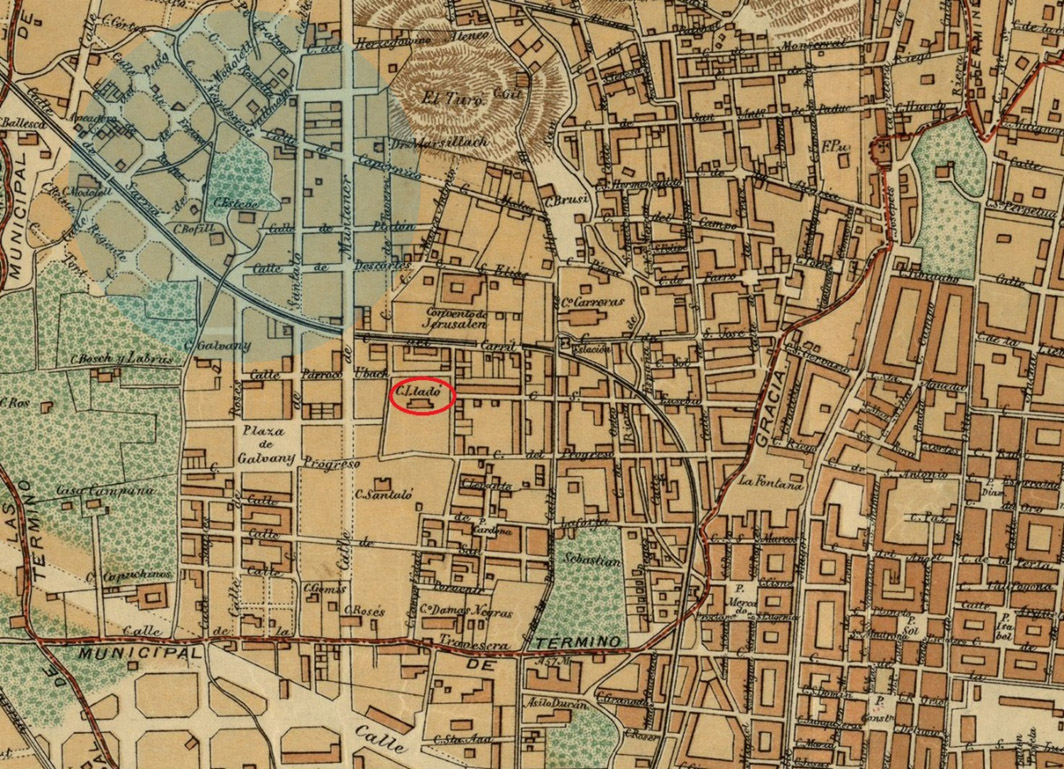
Plànol del 1890, on es pot llegir «C. Lladó»

En aquest indret hi havia una finca agrícola d'origen medieval, que antigament es deia Can Rifós i, posteriorment, Can Romanyà.  El 1652, Francesc Romanyà, ciutadà honrat de Barcelona, la vengué a carta de gràcia al mercader Rafael Guinard, que al seu torn la vengué el 1672 al també mercader Pau Lledó (o Lladó) i Pi (†1699), que li donà nom (Can Lledó).
El 1839, l'extensa finca (dividida en dos arran de la construcció del Ferrocarril de Sarrià a Barcelona el 1863) va ser adquirida per l'advocat Joan de Balle i Ruira, apoderat del duc de Medinaceli, i a la seva mort passà a mans de la seva vídua Nicolaua Tavern i Núñez de Pastor (1800-1876), nascuda a Oviedo. Aquesta es va posar d'acord amb dos propietaris veïns, Josep Castelló-Galvany i Francesc Vinaròs, per a urbanitzar-la amb l'obertura, entre d'altres, dels carrers de Tavern, Muntaner i Santaló i de la plaça d'Adrià, la qual fou aprovada el 1876.
La propietat fou heretada per la seva filla Carme de Balle i Tavern (1842-1896), casada amb el seu cosí Fidel Moragas i Tavern (1875-1879), un dels vuit fills del matrimoni entre Teresa Tavern i Núñez-Pastor (1798-1881) i Fidel Moragas i Dot (1795-1856), entre la descendència dels quals hi hagueren Narcís Oller i Moragas (1846-1930) i Josep Yxart i Moragas (1852-1895). Carme de Balle morí sense fills, i en el seu testament llegà la finca a la seva neboda Joaquima Yxart i Moragas (1856-1928). Casada amb el seu cosí Vicenç Moragas i Rodés (1861-1937), que n'obtingué l'usdefruit, en foren hereus els seus fills Concepció (1888-1970) Joana (1889-1943), i Joaquim Moragas i Yxart (1897-1970), arquitecte municipal del Prat de Llobregat entre 1933 i 1962.
El 1953 es va aprovar l'ordenació de l'illa dels carrers dels Madrazo, Tavern, Rector Ubach i Lanuza (actualment Aribau), que hi preveia la creació d'un jardí públic, així com una església (que seria dedicada a Sant Ildefons) a la cantonada dels dos primers carrers. El 1957, els germans Moragas van cedir els terrenys a l'Ajuntament de Barcelona, i després de l'enderrocament de la torre i una remodelació a càrrec de Lluís Riudor i Joaquim Maria Casamor, es van obrir al públic el 26 gener del 1959, coincidint amb el 20è aniversari de l'entrada de les tropes franquistes a Barcelona.

## Descripció
Amb una superfície de 3.455 m², entre les espècies arbòries hi ha pins blancs (Pinus halepensis), cedres de l'Himàlaia (Cedrus deodara), castanyers d'Índia (Aesculus hippocastanum), xiprers (Cupressus sempervirens), xicrandes (Jacaranda mimosifolia) i pebrers bords (Shinus molle). Entre les palmeres, destaquen les washingtònies (Washingtonia filifera), palmeres de Canàries (Phoenix canariensis) i els margallons (Chamaerops humilis).